# Nathalie Clauwaert
Nathalie Clauwaert (Anderlecht, 29 december 1977) is algemeen directeur van de Koninklijke Belgische Wielrijdersbond (KBWB of Belgian Cycling) sinds 1 oktober 2021. Clauwaert kwam in dienst bij de  KBWB op 5 juni 2000.  Ze volgde Jos Smets op. 
Clauwaert heeft een diploma Master Toegepaste Taalkunde (Licentiaat Vertaler Frans/Spaans) en een postgraduaat Journalistiek op zak, beide behaald aan VLEKHO.